# Leiobunum ischionotatum
Leiobunum ischionotatum is een hooiwagen uit de familie Sclerosomatidae.